# Пам'ятник Гагаріну і Корольову (Таганрог)
Пам'ятник Гагаріну і Корольову — бронзова скульптура Юрія Гагаріна і Сергія Корольова роботи скульптора О. К. Комова розташована у місті Таганрозі на вулиці Чехова перед корпусом «А» Таганрозького технологічного інституту Південного Федерального університету.
Скульптура створена на живих враження автора. Образ академіка Корольова — домінантний. Постать його потужна і вагома. Гагарін — весь динамічний і життєрадісний. Корольов як би розмовляє не з Гагаріним, а з нащадками.

## Історія
Цей пам'ятник в 1975 році демонструвався на виставці в Москві. Після закриття виставки Радянський Фонд культури подарував скульптуру Таганрозькій картинній галереї, де вона з часом мала зайняти гідне місце у спеціальному парку, бо одночасно є добрим зразком паркової скульптури. Формування музею паркової скульптури затягнулося на невизначений час, тому в 1979 році було вирішено встановити пам'ятник на розі вулиці Петровської і Українського провулка. З тих пір квартал цього провулка з бульваром голосно стали іменувати сквером Космонавтів.
Скульптура була встановлена прямо на газон, без п'єдесталу, що зайвий раз надає їй життєву правду і деяку камерність.
Пізніше скульптуру перенесли на сучасне місце, а на тому місці тепер Центральна дитячий майданчик.